# Yuracaré
Die Yuracaré (auch: Yurujare, Yurucare) sind ein indigenes Volk in Bolivien, Südamerika.
Die Yuracaré leben entlang des Río Chapare auf einer Fläche von etwa 2500 km² im bolivianischen Tiefland des Amazonasbeckens im Departamento Cochabamba. Ihr Lebensraum wird heute mehr und mehr von Siedlern bedroht, die vor allem für den Anbau von Koka-Pflanzungen immer weiter in den Tropenwald vordringen.
Die Sprache der Yuracaré gehört zu den bedrohten isolierten Sprachen und wird in Bolivien von etwa 500 bis 2500 Personen gesprochen. Im Departamento Cochabamba leben derzeit etwa 400 Yuracaré-Familien, darüber hinaus gibt es 62 Yuracaré-Haushalte im Departamento Beni. Die Yuracaré, eines von etwa 35 indigenen Völkern in Bolivien, bestatten ihre Toten traditionell mit Pfeilen und Bogen, in dem Glauben, dass die Toten an einem Ort unter der Erde weiterleben, wo es Wild im Überfluss gibt.